# Johan Åkesson
Johan Vitalis Åkesson, född 4 december 1930 i Högalids församling i Stockholm, död 22 november 2017 i Lund, var en svensk violinist och dirigent.
Åkesson studerade violin för John Fernström, Charles Barkel, Matla Temko och Tibor Varga samt dirigering för Martin Stefani. Han var lärare i violin vid Musikhögskolan i Malmö 1967–1984 och director musices vid Lunds universitet och dirigent för Akademiska kapellet 1972–1997. Han är begravd på Norra kyrkogården i Lund.